# Diocèse de Mysore
Le diocèse de Mysore (autrefois Maïssour) est une circonscription ecclésiastique de l’Église catholique en Inde. L’ancienne mission des jésuites devient vicariat apostolique en 1850 et est confiée aux pères des Missions étrangères de Paris. Lorsque la hiérarchie catholique est établie en Inde par Léon XIII (en 1886) Mysore devient diocèse, avec cathédrale et résidence épiscopale à Bangalore. 
Après divisions successives le diocèse couvre aujourd’hui les districts civils de Chamarajanagar, Kodagu, Mandya et Mysore, dans la partie méridionale de l’état de Karnataka, en Inde du Sud. Le diocèse, qui est suffragant de l’archidiocèse de Bangalore, compte quelque 63000 fidèles repartis sur 76 paroisses.

## Histoire
Lorsque les jésuites sont expulsés du Portugal et de ses colonies (dont Goa), en 1759, le raja de Mysore refuse de livrer aux autorités portugaises les jésuites œuvrant sur son territoire malgré l'insistance du Vice-Roi de Goa. Cependant les derniers jésuites restés à leur poste après la suppression de la Compagnie de Jésus (1773) disparaissent, les uns après les autres. Le travail pastoral et missionnaire est alors repris par des pères des Missions étrangères de Paris, et la mission leur est confiée (début du XIXe siècle).  Le pro-vicariat apostolique de Mysore leur est formellement confié par Grégoire XVI le 16 mars 1845.
Cinq ans plus tard, en 1850, Pie IX en fait un vicariat apostolique dont Etienne Charbonnaux, évêque coadjuteur à Pondichéry, devient le premier évêque. Lorsque, en 1886, la hiérarchie ecclésiastique catholique est érigée en Inde (par Léon XIII) Mysore devient diocèse. Cependant son évêque réside à Bangalore et sa cathédrale est l’église Saint-Patrick de Bangalore
Lorsque le diocèse de Bangalore est créé en 1940 les frontières de Mysore sont redéfinies. Mgr René Feuga, évêque de 1941 à 1964 est le premier évêque à résider à Mysore. Avec son successeur, Matthias Fernandes, premier évêque indien, le diocèse passe entre les mains du clergé séculier (1964). 
De nouvelles divisions ont lieu, d’abord en 1955, lorsque le diocèse de Ootacamund  est créé (par Pie XII) et ensuite en 1963, avec l’érection du diocèse de Chikmagalur. Aujourd’hui le diocèse de Mysore comprend les districts de Chamarajanagar, Kodagu, Mandya et Mysore, tous situés dans l’état de Karnataka.

## Œuvres et institutions

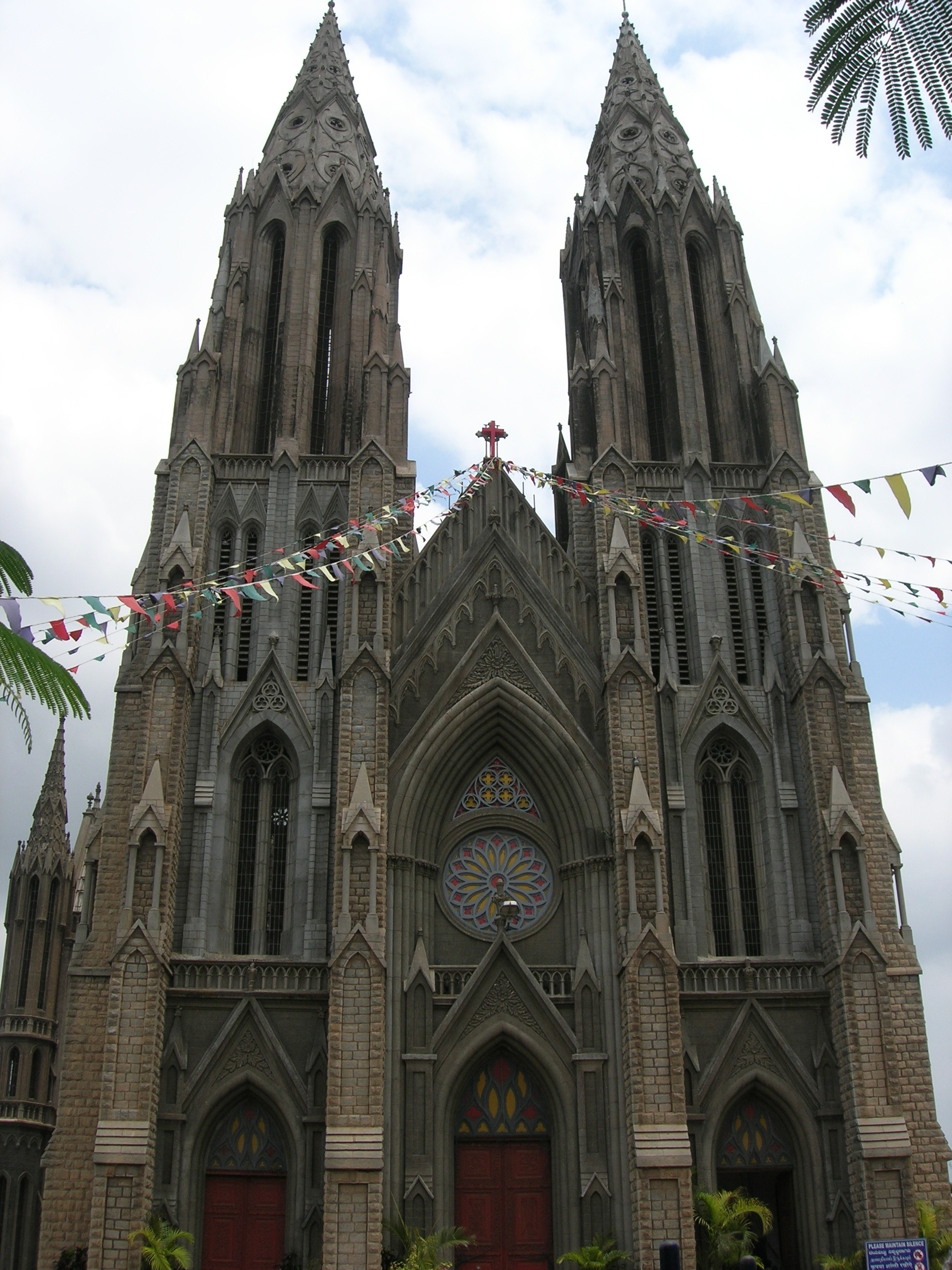
Façade de la cathédrale St Philus à Mysore

Comme d’autres diocèses catholiques en Inde, Mysore compte un grand nombre d’institutions caritatives et éducatives, dont plusieurs de niveau supérieur et professionnel mais la plupart de niveau secondaire et secondaire inférieur. 
Un ashram - Saccidananda Ashram’ - fondé par le père Amalorpavadass, est connu pour son style de vie simple et nettement inculturé à la réalité indienne, y compris dans sa liturgie.
L'église Sainte-Philomène, imposant édifice des années 1930 construit avec l'aide des Wodeyars, a été choisie comme cathédrale du diocèse. 

## Évêques de Mysore

### Vicaires apostoliques

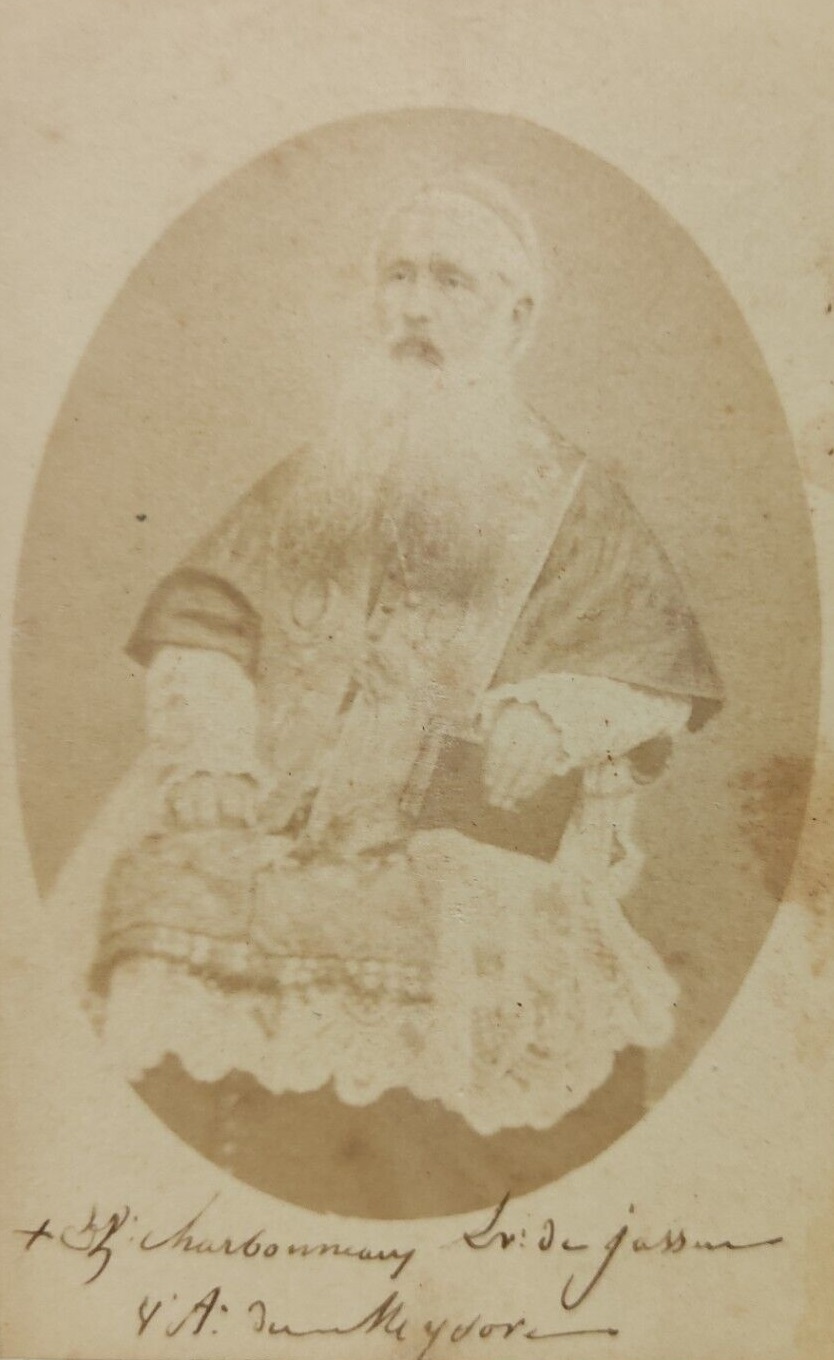
Étienne Charbonnaux (photographie par J. Tresorier, Nantes, entre 1864 et 1869).

- 1845-1873 : Etienne-Louis Charbonnaux, MEP
- 1873-1880 : Joseph-Augustin Chevalier, MEP, évêque titulaire d'Hiérapolis-en-Phrygie (de)
- 1880-1886 : Jean-Yves Coadou, MEP

### Évêques
- 1886-1890 : Jean-Yves Coadou, MEP
- 1890-1910 : Eugène-Louis Kleiner, MEP
- 1910-1915 : Augustin-François Baslé, MEP
- 1916-1921 : Hyppolyte Tessier, MEP
- 1922-1940 : Maurice Despartures, MEP
- 1941-1964 : René Feuga, MEP
- 1964-1985 : Matthias Fernandes
- 1987-1993 : Francis Michaelappa
- 1995-2003 : Joseph Roy
- 2003-2017 : Thomas Anthony Vazhapilly
- 2017-2024 : Kannikadass William Antony
- depuis 2025 : Francis Serrao, S.J.